# Alicún de Ortega
Alicún de Ortega er en by og kommune i det sydøstlige Spanien i provinsen Granada. Den har et indbyggertal på 454 (2024) indbyggere.